# Besetzung des Irak 2003–2011
| QS Ereignisse | Dieser Artikel wurde aufgrund von inhaltlichen Verbesserungsmöglichkeiten auf der Qualitätssicherungsseite des WikiProjekts Ereignisse eingetragen. Dies geschieht, um die Qualität der Artikel aus diesem Themengebiet auf ein höheres Niveau zu bringen. Bitte hilf mit, die inhaltlichen Lücken oder Probleme dieses Artikels zu beseitigen, und beteilige dich an der Diskussion! |  |

Entwicklung der Anzahl stationierten Soldaten

Die Besetzung des Irak folgte auf den völkerrechtswidrigen bzw. völkerrechtlich umstrittenen Irakkrieg (19. März bis 1. Mai 2003), mit dem die sogenannte Koalition der Willigen unter Führung der Vereinigten Staaten die irakische Regierung unter Diktator Saddam Hussein stürzte, und endete im Dezember 2011 offiziell mit dem Abzug der letzten verbliebenen US-Kampftruppen aus dem Irak, nachdem das Vereinigte Königreich seine Truppen bereits im April 2009 abgezogen hatte. Die „Koalition der Willigen“ hatte sich auf zwei alte UNO-Sicherheitsresolutionen berufen, die nicht eindeutig für diesen Zweck konzipiert gewesen waren. Diese Vorgangsweise wurde von Russland und China abgelehnt.
Am 22. Mai 2003 verabschiedete der UN-Sicherheitsrat einstimmig dazu die Resolution 1483, in der die Rolle der UN und der Besatzungsmächte nach dem Krieg geregelt wurde. Zwar wurde die politische Autorität der provisorischen Koalitionsbehörde zur Kenntnis genommen, verbunden mit dem Hinweis, die Regeln des Völkerrechts zu respektieren. Doch obwohl in der Präambel der Resolution eine tragende Rolle für die UN gefordert wurde, stimmten die beiden Vetomächte im Beschlussteil der Resolution nur der Einsetzung eines UN-Sonderbeauftragten zu, der den Wiederaufbau unterstützen sollte. In der Resolution wurde die demokratische Entwicklung festgeschrieben, um eine repräsentative Regierung auf der Grundlage der Rechtsstaatlichkeit zu bilden, die allen irakischen Bürgern ohne Ansehen der ethnischen Zugehörigkeit, der Religion oder des Geschlechts gleiche Rechte und Gerechtigkeit gewährt sowie gefordert, dass das frühere irakische Regime für die von ihm begangenen Verbrechen und Gräueltaten zur Rechenschaft gezogen werden muss. Zu Beginn der Besetzungsdauer richteten die USA, Großbritannien und Polen drei Besatzungszonen im Irak ein. Die Multi-National Force Iraq, ein internationales Verbundkommando, war für die alltägliche sowie langfristige Instruktion und Supervision der Besatzungsstreitkräfte zuständig. Daneben fungierte sie als Schnittstelle zwischen den Interessen der okkupierenden Länder, der irakischen Bundesregierung und der Zivilbevölkerung.
Am 30. Januar 2005 fanden die ersten freien Wahlen im Irak statt. Es wurden 275 Sitze im neuen irakischen Parlament (Repräsentantenrat) vergeben, mindestens ein Drittel davon musste, laut Übergangsverfassung, an Frauen gehen. Die Wahl war überschattet von Terrorangst und Boykott-Aufrufen von sunnitischen Geistlichen. Viele Sunniten boykottierten dann auch, wie befürchtet worden war, die Wahl. Dennoch lag die Wahlbeteiligung bei ca. 58 %, da die Schiiten und die Kurden mehrheitlich zur Wahl gingen.
Als Sieger ging mit 48 % der Stimmen die überwiegend schiitische Vereinigte Irakische Allianz (United Iraqi Alliance) hervor, zweitstärkste Kraft wurde die Demokratische Patriotische Allianz Kurdistans, die drittmeisten Stimmen bekam die von Iyad Allawi geführte säkulare Irakische Liste. Die UIA und das kurdische Parteienbündnis schlossen eine Regierungskoalition.
Am 16. März 2005 hatte die Nationalversammlung ihre erste Sitzung. Nach langwierigen Verhandlungen nominierte die Nationalversammlung am 4. April einen Parlamentspräsidenten und seine zwei Stellvertreter. Am 6. April wählte die Versammlung einen Präsidenten und zwei Vize-Präsidenten. Der erste Präsident des Irak war Dschalal Talabani, ein Kurde, Stellvertreter wurden Adil Abd al-Mahdi, ein Schiit und Ghazi al-Yawar, ein Sunnit.
Dieser Präsidialrat nominierte einen Ministerpräsidenten, der mit seinem (bis dahin unvollständigen) Kabinett am 28. April von der Nationalversammlung bestätigt wurde. Erster Ministerpräsident wurde Ibrahim al-Dschafari, ein Schiit, Stellvertreter Rodsch Nuri Schawais, ein Kurde und Abid Mutlaq al-Dschiburi, ein Sunnit sowie Ahmad Abd al-Hadi al-Dschalabi.
Im Jahr 2008 schlossen die Vereinigten Staaten mit dem Irak ein Truppenstatut ab, das auf die schrittweise Wiederherstellung der irakischen Souveränität abzielte. Es sah den Rückzug der Besatzungstruppen aus irakischen Ballungsgebieten bis 2009 und den Abzug aller Kampftruppen bis zum 31. Dezember 2011 vor.
Kennzeichnend für die Dauer der Besetzung war eine gewalttätige Insurrektion gegen die Präsenz der Koalition der Willigen, die von einer Mehrzahl irakischer und nichtirakischer Akteure aus vielschichtigen Beweggründen ausging. Eine politische, strategische und operative Neuausrichtung der Besatzungstruppen im Jahr 2007, angeregt von der überparteilichen amerikanischen Iraq Study Group, umgesetzt von General David H. Petraeus, und begleitet von Veränderungen in der irakischen Politik selbst, milderte die Intensität dieser Gewalt, ohne sie vollständig zu beenden. Diese Umkehr wurde weltweit unter dem Begriff Surge („Woge, Anstieg“) bekannt, und der Präsident der Vereinigten Staaten ab 2009, Barack Obama, beauftragte Petraeus ab 2010 mit einer abgewandelten Umsetzung in Afghanistan.
Der Irak war bei Abzug der Vereinigten Staaten nicht vollständig politisch stabilisiert. In militärischer Hinsicht untermauerte die Besetzung die Bedeutung des Insurrektionskrieges und leistete der Verbreitung und der Prominenz Unkonventioneller Spreng- und Brandvorrichtungen Vorschub, während sie zahlreiche politische und juristische Herausforderung in der Verwendung privatwirtschaftlicher Militärdienstleister beleuchtete.

## Geschichte

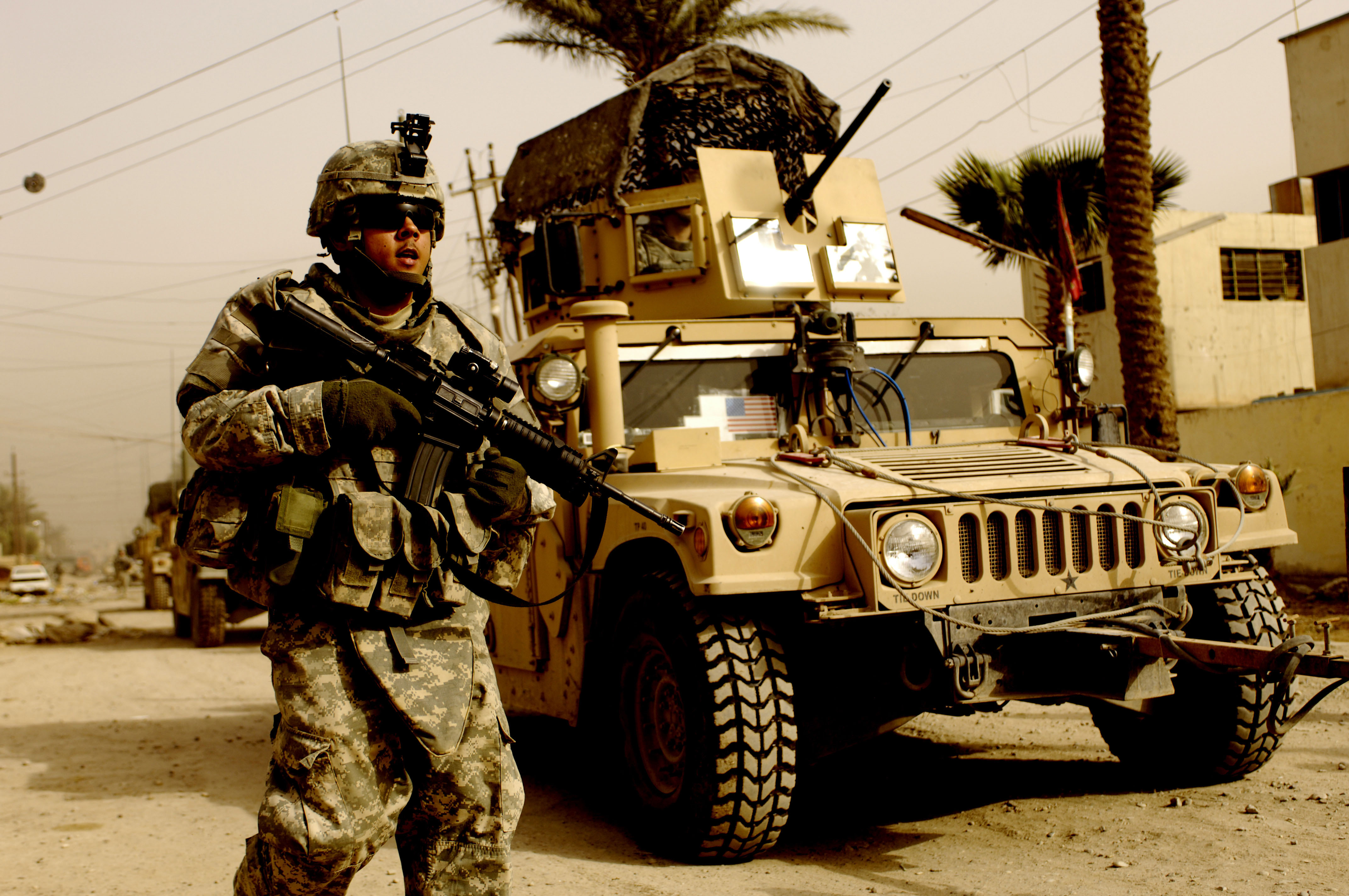
Patrouille der U.S. Army im Bagdader Stadtbezirk Karrada (2008)

### Militärische Besatzung
Infolge des Sturzes der Diktatur Saddam Husseins am 7. April 2003 durch den Fall Bagdads an die 3. US-Infanteriedivision wurde eine Übergangsverwaltung eingerichtet. Das Besatzungsregime schuf eine Übergangsregierung, die über beschränkte Souveränität verfügte. Während vor allem die Streitkräfte der Vereinigten Staaten und des Vereinigten Königreichs die Invasion angeführt hatten, entsandten 29 andere Mitglieder der Koalition der Willigen Truppen, die beim Wiederaufbau des Irak Unterstützung bieten sollten.

### Größere Militäroperationen während der Besatzung
- 1. Schlacht von Falludscha im April 2004: Operation Vigilant Resolve
- 2. Schlacht von Falludscha im November 2004: Operation Phantom Fury
- Raum Babil im November/Dezember 2004: Operation Plymouth Rock
- Raum Samarra im März 2006: Operation Swarmer
- Raum Husaybach nahe der syrischen Grenze im November 2006: Operation Steel Curtain

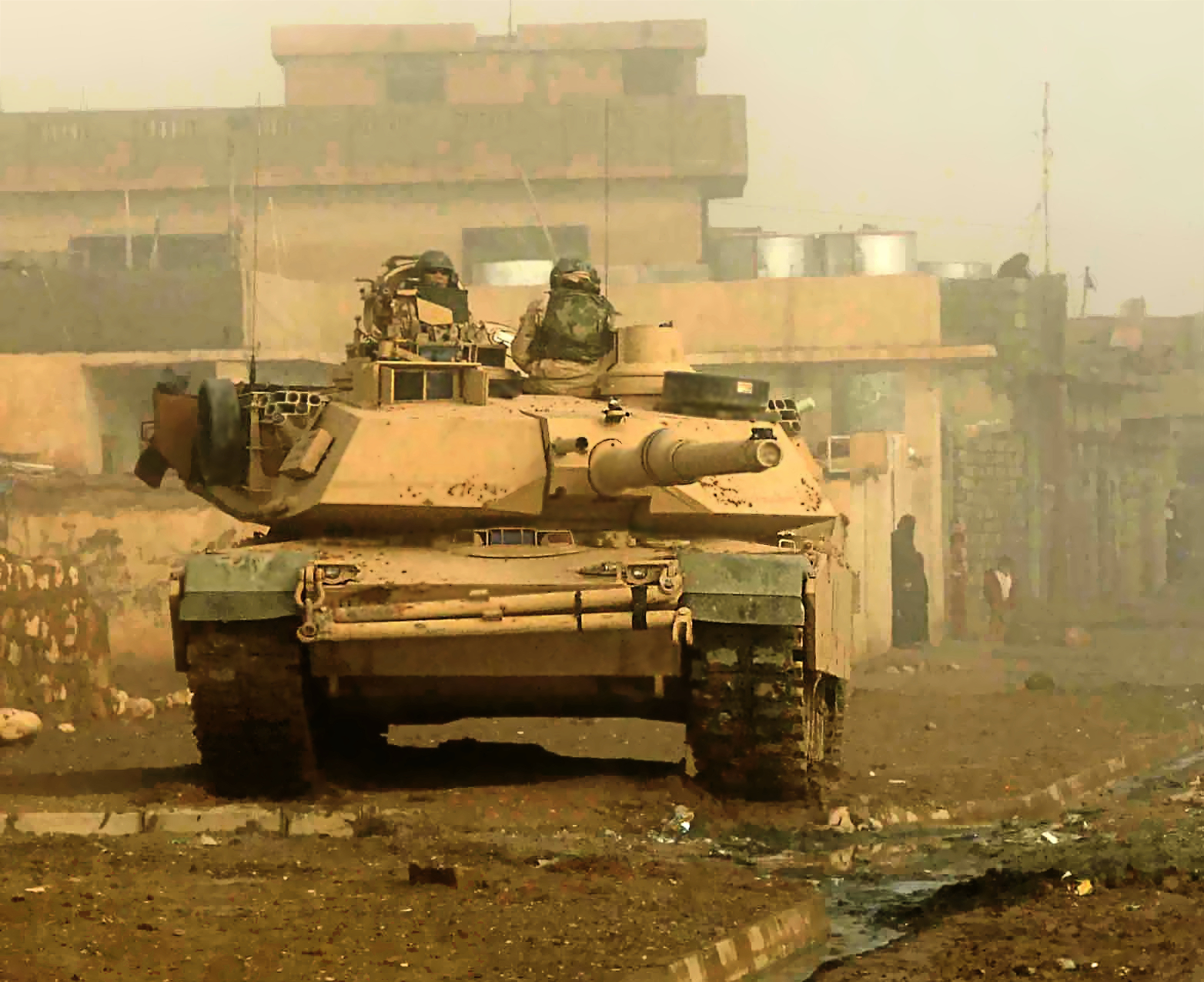
Ein US-Panzer in Bagdad

- Operation Imposing Law im Rahmen der „Surge“ ab Frühjahr 2007
- Schlacht um Baquba im Sommer 2007
- Großoffensive Operation Phantom Thunder von Juni bis August 2007 u. a. im Raum Babil und Diyala
- Operation Phantom Strike vom Sommer 2007 bis Januar 2008
- Operation Phantom Phoenix im Frühjahr 2008

### Rolle des Iran
Zunächst waren nur Gerüchte über eine destabilisierende Einflussnahme durch Iran im Umlauf und das Weiße Haus sah sich zunehmend der Kritik ausgesetzt, die Einflussnahme des Irans zu übertreiben, um von der Kritik an ihrer Kriegsführung abzulenken oder Unterstützung für eine harte Politik gegenüber dem Iran rechtfertigen zu wollen. Spätestens als durch Wikileaks zahlreiche vertrauliche Erfahrungsberichte und Dokumente veröffentlicht wurden, die direkt aus US-Militärkreisen stammten, wurden Details über die iranische Einmischung bekannt. Demnach unterstützte Iran schiitische Milizen, die für Anschläge und Entführungen auf Amerikaner sowie Iraker verantwortlich waren. Zudem bildete der Iran Scharfschützen aus und bewaffnete Milizen unter anderem mit Autobomben und Raketen, so dass im Juli 2007 sogar der Abschuss eines amerikanischen Helikopters gelang. Die von WikiLeaks veröffentlichten Kriegsprotokolle offenbaren zudem die heikle Behauptung, dass Iran die Terrororganisation Al-Qaida, die sowohl ein Feind der USA als auch der Schiiten im Irak ist, mit Sprengstoffwesten versorgt habe. Die Auseinandersetzungen zwischen den USA und vom Iran unterstützten Milizen setzten sich bis in die Zeit fort, als US-Präsident Barack Obama diplomatische Gespräche mit der iranischen Führung anstrebte. WikiLeaks veröffentlichte ausschließlich Berichte aus der US-geführten Koalition, die nicht zur Veröffentlichung vorgesehen waren, und stellte keine ähnlichen Dokumente aus dem Irak oder Iran zur Verfügung.

### Baker-Kommission
Am 16. März 2006 wurde vom amerikanischen Kongress die Baker-Kommission eingesetzt, um eine unabhängige Beurteilung der Situation im Irak und Empfehlungen für künftige Strategien und Aktionen zu erarbeiten. Die Baker-Kommission schlug daraufhin einen Abzug der Kampftruppen bis zum Jahr 2008 vor. Den Empfehlungen der Baker-Kommission folgend beschloss das US-Repräsentantenhaus den Abzug der US-Truppen aus dem Irak zum 1. April 2008.

### Teilweiser Truppenabzug
Am 14. September 2007 kündigte George W. Bush einen Teilabzug der Truppen aus dem Irak an. Der Grund dafür seien Erfolge, sodass nicht mehr so viele Soldaten benötigt würden. Er sagte: „Je erfolgreicher wir sind, desto mehr amerikanische Soldaten können nach Hause kommen.“ Unter dem amerikanischen Präsidenten Barack Obama verließen die letzten US-Kampftruppen den Irak am 19. August 2010. Die verbliebenen ca. 56.000 US-Soldaten im Irak sollen unter anderem zur Ausbildung der irakischen Armee eingesetzt werden. Sie wurden bis Ende 2011 ebenfalls abgezogen.
Das Vereinigte Königreich zog im Mai 2009 den Großteil seiner Truppen aus dem Irak ab, ein Prozess, der Ende März 2009 begonnen hatte.

### Ende der Besetzung
Im Oktober 2011 kündigt der US-amerikanische Präsident Barack Obama den Abzug der Soldaten zum Jahresende 2011 an. Mit dem Grenzübertritt eines 500 Soldaten umfassenden Truppenkonvois von Irak nach Kuwait wurde der US-amerikanische Truppenabzug am 18. Dezember 2011 offiziell abgeschlossen. Bereits vier Tage zuvor hatte Obama in einer Zeremonie im Militärstützpunkt Fort Bragg den Einsatz symbolisch für beendet erklärt.

### Folgen von Krieg und Besatzung

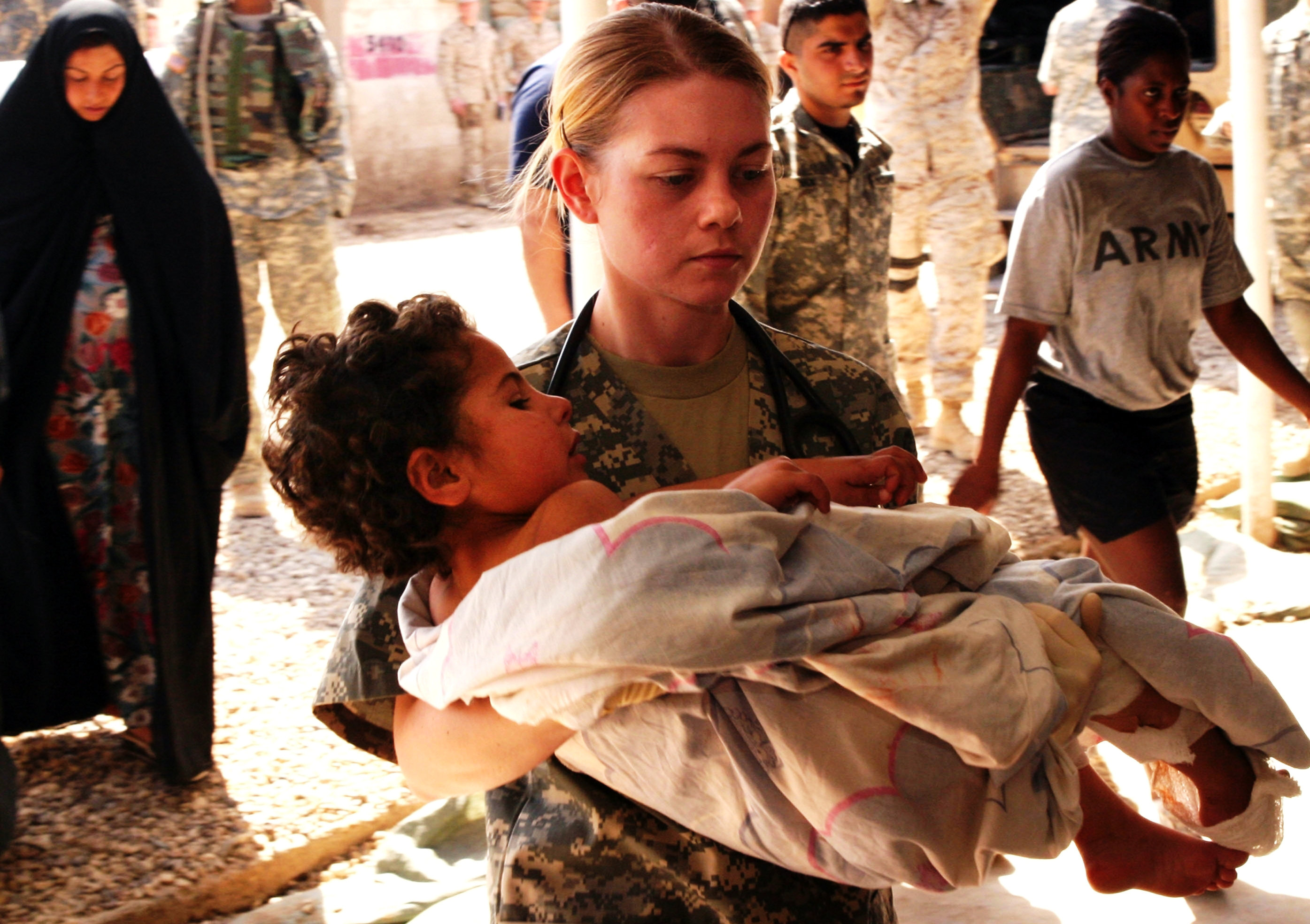
US-Soldaten versorgen ein Opfer einer Attacke von Aufständischen

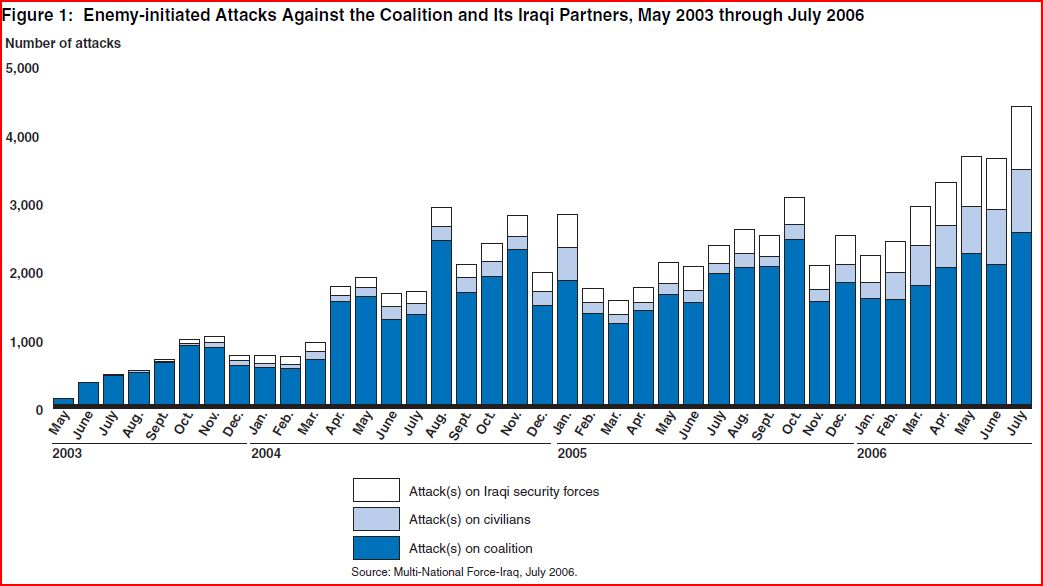
Statistische Daten über Angriffe im Irak 2003–2006

Seit Anfang des Krieges bis Ende 2007 starben mindestens 80.000 irakische Zivilisten durch Gewalteinwirkung. Zugleich sind etwa 2,5 Millionen Menschen im Irak Binnenflüchtlinge, davon 1 Million bereits vor dem Krieg, die anderen seit 2003 mit einem dramatischen Anstieg seit Februar 2006 mit etwa 1,3 Millionen Binnenflüchtlingen. Dazu kommen seit 2003 über 2 Millionen Flüchtlinge außerhalb des Irak.
Am 8. September 2004 überschritt die Zahl der amerikanischen Gefallenen die psychologisch kritische Marke von 1.000, was die Wahlkampagne der oppositionellen Demokraten in den USA begünstigte. Bis zum 31. Dezember 2016 sind im Irak insgesamt 4.832 Soldaten der Koalition gefallen, davon 4.512 Amerikaner. Außerdem sind über 8.000 Amerikaner verwundet worden (gezählt nur die schweren Verletzungen im Kampf, die einen Abtransport per Luft erforderten). Die Gesamtzahl der verwundeten US-amerikanischen Soldaten beläuft sich auf 32.223.
2009 und 2010 richteten sich die Bombenanschläge und Selbstmordattentate vermehrt gezielt gegen wichtige Persönlichkeiten, darunter Kandidaten der Kommunalwahlen, Gouverneure, Bürgermeister, Militärangehörige, Richter und Geistliche. Am 8. Dezember 2009 richteten sich gleich mehrere Anschläge gegen Ministerien und die öffentliche Verwaltung in Bagdad, bei denen 110 Iraker getötet und über 200 verletzt wurden.

### Kriegsverbrechen während der Besatzung
Während der Besetzung des Irak verübten Akteure aller Seiten Kriegsverbrechen. Besondere Aufmerksamkeit erfuhr dabei der Abu-Ghuraib-Folterskandal, bei dem amerikanische Geheimdienstmitarbeiter, Soldaten und Mitarbeiter privater Sicherheitsfirmen irakische Gefangene in einem Gefängnis nahe Bagdad gefoltert und zugleich durch erniedrigende Fotos teils sexueller Natur demütigten, die bei ihrem Bekanntwerden heftige Reaktionen sowohl in der arabischen als auch in der westlichen Welt provozierten. (Siehe auch: Veröffentlichung des Kriegstagebuchs des Irak-Krieges durch WikiLeaks)
Des Weiteren stehen die Luftangriffe in Bagdad vom 12. Juli 2007, bei denen unbewaffnete Reporter unter schweren Beschuss genommen und getötet wurden unter heftiger Kritik, nachdem Aufnahmen dieses Angriffes von der Whistleblower-Plattform WikiLeaks veröffentlicht wurden.
Ein vom Harper’s Magazine 2010 veröffentlichtes Video zeigt zudem Söldner des US-amerikanischen privaten Sicherheitsunternehmens Blackwater, wie dessen Mitarbeiter Zivilisten mit gepanzerten Fahrzeugen verfolgen und dabei wie auf einer Treibjagd auf sie schießen.
Abgesehen von dem völkerrechtlich allgemein illegalen Einsatz in Irak (siehe Begründung für den Irakkrieg), der aufgrund des fehlenden UN-Mandats als Angriffskrieg gilt, kritisierte Jürgen Link zudem, dass es auch im Irak zu gezielten Tötungsaktionen – meistens lediglich aufgrund von Denunziation – gekommen ist, bei denen auch unschuldige Zivilisten ums Leben kamen („Kollateralschaden“, die als Collateral Damage Estimate eingeplant wurden). Dabei wurden oftmals auch unbemannte Luftfahrzeuge verwendet.
Das European Center for Constitutional and Human Rights (ECCHR) beklagt im Dezember 2020 in einem Bericht die mangelhafte internationale Strafverfolgung von Kriegsverbrechen britischer Besatzungskräfte im Irak. Der Internationale Strafgerichtshof in Den Haag (IStGH) erklärte 2017 zwar, dass „[...] es begründete Hinweise auf Kriegsverbrechen gibt - darunter vorsätzliche Tötung/Mord, Folter, unmenschliche Behandlung, Vergewaltigung und andere Formen sexualisierter Gewalt [...]“, stellte jedoch im Dezember 2020 die Vorermittlungen ein. Das ECCHR stellt daraufhin fest, dies „[...] zeige deutlich die Schwächen internationaler Strafjustiz und beweist erneut, dass mächtige Akteure selbst mit Folter davonkommen.“
Die USA erkennen den IStGH nicht an und stimmten 1998 als eine von sieben Nationen gegen das Römische Statut. Entsprechend haben Urteile für US-Bürger auf US-amerikanischem Boden keine Relevanz. Des Weiteren versuchen die USA darüber hinaus, den Einfluss des IStGH zu mindern und mit verschiedenen Ländern Immunitätsabkommen zu schließen. Eine Verurteilung von an Kriegsverbrechen beteiligten US-Amerikanern oder ggf. auch des damaligen Präsidenten G.W. Bush erscheint unter diesen Voraussetzungen unwahrscheinlich. Bush selbst bemühte sich in seiner Amtszeit verstärkt darum, Maßnahmen gegen den IStGH zu entwickeln, die bis zur Autorisierung reichten, gefangene US-Amerikaner militärisch zu befreien, sofern diese festgehalten werden, um sie der internationalen Strafgerichtsbarkeit zuzuführen.

### Übergangsverwaltungen
Am 22. Mai 2003 wurde vom UN-Sicherheitsrat einstimmig der von den USA, dem Vereinigten Königreich und Spanien vorgelegte Resolutionsentwurf 1483 zum Irak angenommen. Damit unterstützt die UNO die US-geführte Übergangsverwaltung im Irak bis zur Einsetzung einer demokratisch gewählten Regierung und die Aufhebung der Sanktionen, mit Ausnahme des Waffenembargos.

### Status des Wiederaufbaus
Angaben der US-Streitkräfte zufolge schreitet der Wiederaufbau des Irak voran. Im Juli 2007 habe die Wirtschaft wieder Fahrt aufgenommen, und 3000 von knapp 3400 Projekten des Iraqi Relief and Reconstruction Fund seien fertiggestellt gewesen. 60 % der Vertragsnehmer für Aufträge seien Iraker. Am wichtigsten sei die Wiederherstellung einer flächendeckenden medizinischen Betreuung sowie die möglichst durchgehende Versorgung Bagdads mit Elektrizität (im Jahr 2007 acht Stunden pro Tag).

## Juristischer Status der Koalitionsbesatzung
Durch ihre militärische Präsenz verfügen die Mitglieder der Koalition über gewichtigen Einfluss im Land und bekämpfen mit den neu aufgestellten irakischen Streitkräften den paramilitärischen Widerstand.
Resolution 1546 des UN-Sicherheitsrates erkannte das Ende der offiziellen Besetzung des Irak durch die Koalition sowie die gleichzeitige Übernahme der vollen Souveränität durch die irakische Übergangsregierung an. Daraufhin nahmen sowohl die Vereinten Nationen wie auch mehrere ihrer Mitgliedsländer diplomatische Beziehungen zum Irak auf und unterstützen die Übergangsregierung bei der Vorbereitung von Wahlen und der Ausarbeitung einer Verfassung.
John Negroponte, Botschafter der USA im Irak, deutete an, dass die USA aus dem Irak abzögen, würde die Übergangsregierung dies wünschen:

“If that’s the wish of the government of Iraq, we will comply with those wishes. But no, we haven’t been approached on this issue — although obviously we stand prepared to engage the future government on any issue concerning our presence here.”

„Wenn das [Anm.: der Abzug] der Wunsch der Regierung des Irak ist, werden wir dies befolgen. Aber bisher ist man noch nicht in dieser Absicht an uns herangetreten – auch wenn wir offensichtlich bereit sind, uns mit jedem Thema zu befassen, welches die Regierung in Bezug auf unsere Anwesenheit hier anzusprechen gedenkt.“

## Konsequenzen
Der anhaltende Aufenthalt US-amerikanischer Streitkräfte im Irak, für die in der öffentlichen Meinung in den Vereinigten Staaten die Unterstützung schwindet, war ein beherrschendes Thema auf der politischen Agenda der Bush-Regierung. Greifbare Konsequenzen sind beispielsweise das stetig wachsende Haushaltsdefizit sowie die anhaltende Schwierigkeit der Streitkräfte, geeignete Rekruten zu finden, sodass sie die Besoldung verstärkt und die Eintrittshürden gesenkt haben. Dennoch bleibt die Moral der Truppen schlecht und den Streitkräften, allen voran dem Heer, drohen ernsthafte Entprofessionalisierungstendenzen. Konservative kritisieren Obamas Umsetzung seines Wahlversprechens, den Einsatz im Irak zu beenden: der Truppenabzug habe Instabilität verursacht, wo ein dauerhafter Sieg möglich gewesen wäre.

## Haltung der irakischen Bevölkerung zur Besatzungsmacht
Für die nachlassende Unterstützung der irakischen Bevölkerung werden verschiedene Faktoren diskutiert: Der erheblichen Zerstörung der Infrastruktur während des Krieges folgte kein von der Bevölkerung erwarteter schneller Neuaufbau. Das Verbot der Baath-Partei traf auch sehr viele Angehörige des Mittelstandes, die für eine Demokratisierung des Landes hätten gewonnen werden können. Die völlige Auflösung der Armee schaffte eine große Zahl von Arbeitslosen, von denen zumindest die bisherigen Berufssoldaten keine schnelle Erwerbsalternative finden konnten. Gerade aus dieser Gruppe konnten radikale Gruppen leicht neue Mitglieder rekrutieren. Die mangelnde innere Sicherheit im Irak führte dazu, dass sich nach Vierteln separierte Milizen bildeten. Dies führte zudem zur Vertiefung konfessioneller Gegensätze, da sich die Wohnviertel häufig schon zuvor nach konfessioneller Zugehörigkeit zuordnen ließen. Einer Demokratisierung des Landes nach westlichem Vorbild stand entgegen, dass die Bevölkerung auch ihre politischen Präferenzen nach religiöser Zugehörigkeit orientierte und sich radikalisierte. Dies wurde als eine von den Besatzungsmächten verursachte Spaltung des Iraks empfunden. Die in der Minderheit befindlichen Sunniten, die unter Saddams Zeiten den maßgeblichen politischen Einfluss hatten, befürchteten durch eine Demokratisierung einen Machtverlust. Sunnitische Terrorgruppen nutzten diese Verlustängste für ihre Rekrutierung. Mehr oder minder verdeckte ausländische Interventionen, vor allem der Iran auf schiitischer Seite und manche arabische Staaten auf der sunnitischen Seite, verstärkten die Eskalation.

### 2006
Nach einer im Oktober 2006 veröffentlichten geheimen Umfrage der britischen Armee lehnten 82 Prozent der Iraker die Besatzung ab, 67 Prozent fühlten sich unsicherer durch die ausländischen Truppen, 72 Prozent hatten kein Vertrauen in die Besatzungstruppen, 71 Prozent verfügten nicht über sauberes Wasser, bei 70 Prozent funktionierten die Abwasseranlagen nicht oder schlecht, 47 Prozent wurden nicht ausreichend mit Strom versorgt und 40 Prozent der Südiraker waren arbeitslos.

### 2008

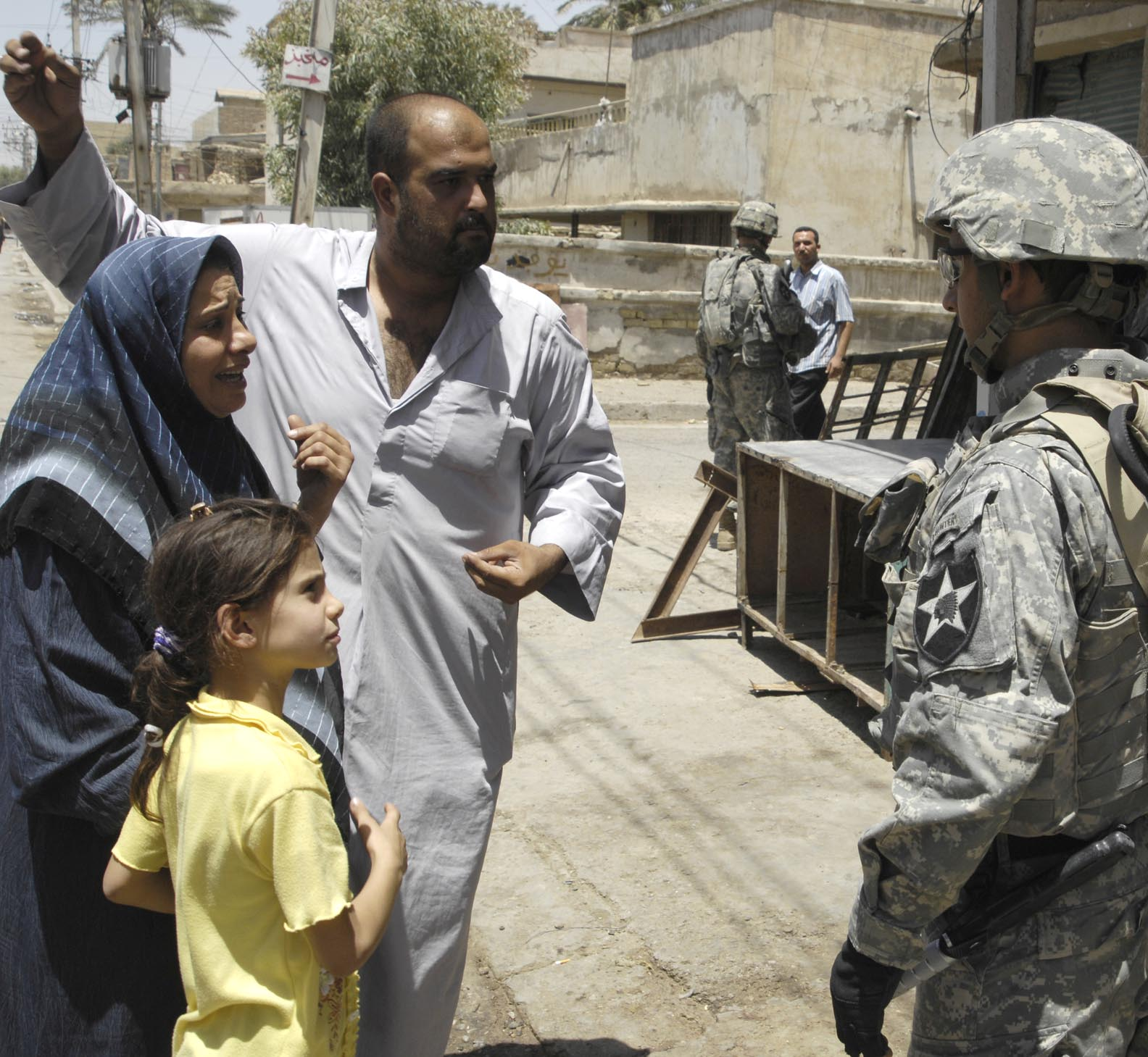
Anwohner im Gespräch mit US-Soldaten

Im Februar 2008 führte der amerikanische Fernsehsender ABC zusammen mit der BBC, der ARD und der NHK eine Umfrage unter der irakischen Zivilbevölkerung durch, die sich in mehreren Fragestellungen mit deren Haltung zur Besatzungsmacht fünf Jahre nach der Invasion des Landes auseinandersetzte, und verglich diese Werte mit bereits veröffentlichten Umfragewerten vom August 2007. Dabei waren die Kräfte der Multi-National Force Iraq von gerade einmal 26 % erwünscht. Demgegenüber hatte der Wunsch nach einem sofortigen Abzug der USA und des Vereinigten Königreiches von 47 auf 38 Prozent abgenommen. Dabei sind die Iraker über das voraussichtliche Ergebnis eines endgültigen Abzugs gespalten, da 46 % damit rechnen, dass sich die Sicherheitslage verbessert, während der Rest eine Stagnation oder eine Verschlechterung annimmt. Ein Engagement der Vereinigten Staaten im Rahmen gängiger Diplomatie wie beispielsweise die fortgeführte Instruktion und Belieferung der heimischen Sicherheitskräfte erachtete eine überwältigende Mehrheit der Iraker als wünschenswert. Dabei war die Kooperation in der Terrorbekämpfung besonders beliebt, die sich 80 % erhofften.
Am 4. Oktober 2008 übergaben die polnischen Truppen den US-Streitkräften die Kontrolle über die Multi-National Division Central-South (MNDSC) und am 29. Oktober 2008 wurde der Einsatz im Irak beendet.

## Opfer
Am 15. Oktober 2013 veröffentlichten die University of Washington, die Johns Hopkins University und die Simon Fraser University im PLoS Medicine-Magazin eine Untersuchung zu den Todesopfern in der Zeit zwischen 2003 und Mitte 2011. Durch die Befragung von stichprobenartig 2000 repräsentativ ausgewählte Haushalte schätzten die Forscher, dass in der Zeit 405.000 Iraker direkt oder indirekt durch Kriegshandlungen getötet wurden.
Die Organisation und Friedensnobelpreisträger Ärzte gegen den Atomkrieg (Internationale Ärzte für die Verhütung des Atomkrieges, Ärzte in sozialer Verantwortung e. V.) schätzt die Opfer der amerikanischen Besatzungszeit in einer Veröffentlichung von 2015 auf über 1 Million.

### Dokumentation
- Only the Dead (Nur die Toten), Irak, 77 min., 2015, Regie: Michael Ware